# إرماك
إرماك هو شخصية خيالية في سلسلة لعبة القتال مورتال كومبات من صنع ميدواي للألعاب ونيثرريلم ستوديوز. تم ابتكار الشخصية بسبب الشائعات حول ظهور النص ERMACS في اللعبة الأولى وتبعتها ادعاءات بوجود خلل مزعوم، والتي روّجتها مجلة ألعاب الفيديو إلكترونك غيمينغ مونثلي (EGM). ونظراً للاهتمام المتزايد بالشخصية، تمت إضافتها من قبل مطوري السلسلة إلى قائمة الشخصيات القابلة للعب في التيمت مورتال كومبات 3 كمبادلة باللون الأحمر لسكوربيون. أصبح إرماك شخصية متكررة في ألعاب مورتال كومبات بعد أن لعب دورًا مركزيًا في مورتال كومبات: خداع؛ حيث كان لديه إعادة تصميم مميزة وانضم إلى بطل المسلسل ليو كانغ، لكن كان لديه أدوار أصغر في إصدارات المسلسل اللاحقة.
ظهرت الشخصية في وسائط مورتال كومبات البديلة مثل سلسلة الرسوم المتحركة مورتال كومبات: المدافعون عن العالم وسلسلة الويب مورتال كومبات: التراث. كان الاستقبال النقدي والعام إيجابيًا بشكل أساسي، وظهرت الشخصية على قوائم متعددة من الشخصيات البارزة وحركات الفايتاليتي في سلسلة مورتال كومبات من ألعاب الفيديو والمنشورات الرئيسية، في حين تم تصنيف أصوله من بين أكثر الأساطير التي لا تنسى لألعاب الفيديو العامة.

## تاريخ الشخصية
في قائمة التشخيص للعبة مورتال كومبات الأصلية لعام 1992، عرضت شاشة التدقيق ماكرو تم إنشاؤه بواسطة مبتكر ومبرمج مورتال كومبات،إد بون من أجل اكتشاف أخطاء البرمجة. وتم استخدام هذا الأمر من قبل الشركة مطورة السلسلة ميدواي للألعاب منذ إصدارها للعبة سماش تي في عام 1990. في المراجعات المبكرة للعبة، ظهرت على شاشة التدقيقات أسفل عداد بعنوان «Shang Tsung Beaten» (في إشارة إلى قتال الزعيم الأخير في اللعبة). ومع ذلك، عندما أضاف بون الشخصية المخفية ربتايل في النسخة الثالثة، تم إدراج جملة ERMACS في القائمة أسفل عدادات "Reptile Appearances" و"Reptile Battles"، مما دفع اللاعبين للبحث عن شخصية سرية ثانية تسمى إرماك.
قامت شركة ميدواي بإزالة قائمة ERMACS من التحديث الخامس والأخير للعبة في مارس 1993، ولكن تكثفت التكهنات حول الشخصية بعد أن نشرت مجلة إلكترونك غيمينغ مونثلي لقطة شاشة من مقدمة أول لعبة مورتال كومبات ورسالة من توني كيسي ادعى فيها أنه لعب ضد نينجا أحمر اسمه إرماك وأخذ صورة بولارويد على الشاشة كدليل. ودون علم المجلة، كانت الصورة عبارة عن صورة مزورة لشخصية النينجا الصفراء سكوربيون في وضعية انتصار على مسرح "Warrior Shrine" من إصدار سوبر نينتندو للعبة، ومظلل باللون الأحمر مع عبارة متراكبة على الشاشة المركزية تقرأ «إرماك يفوز». فتصور اللاعبون أن إرماك، الذي كان ما يزال غير موجود، أنه نينجا أحمر، فادعى اللاعبون مشاهد خلل عشوائي من شأنه أن يتسبب في وميض رسومات شخصيات النينجا في اللعبة باللون الأحمر، مع استبدال "Error Macro" أو "Ermac" باسمهم في شريط الطاقة الخاص بهم. ومع ذلك، لم يكن مثل هذا الحدوث ممكنًا نظرًا لأن عداد الماكرو لا يمكن أن يزيد في حالة حدوث خلل حقيقي، بينما لا توجد لوحة حمراء للحرف.